# ピエール・ザヴィエ・ミュガビュール
ピエール・ザヴィエ・ミュガビュール（仏: Pierre Xavier Mugabure、1850年1月1日 - 1910年5月27日）は、キリスト教・カトリックのフランス人（バスク人）宣教師である。パリ外国宣教会所属で、1875年（明治8年）に来日し、1906年（明治43年）6月にカトリック東京大司教区の第2代大司教（教区長）に就任した。

## 生涯
1850年（嘉永3年）1月1日、フランス南西部にあるバスク地方のピレネー＝アトランティック県ゲタリーで生まれた。生後まもなく父親が死亡し、司祭であった母方の叔父に引き取られたため、早くから宣教師になる決心をした。小神学校で6年間神学を学んだ後、パリ外国宣教会に入会し、1874年（明治7年）9月19日に司祭に叙階されると、ただちに日本派遣の命令を受け、翌1875年（明治8年）1月に来日した。
来日後、東京神学校でフランス語教授を務めながら、日本語を習得し、1877年（明治10年）8月に築地教会の助任司祭となったが、1879年（明治12年）の末には新潟へ転任し、その後、横浜へ転じた。1885年（明治18年）にピエール・マリー・オズーフに随伴してアメリカに渡り、日本へ帰国後、築地教会の主任司祭に就任し、また1885年（明治18年）から1886年（明治19年）には東京帝国大学にてフランス語の教授を務めた。さらにオズーフの要望により再度アメリカへ渡り3年間滞在した。
日本へ帰国後、再び横浜で布教活動を行い、さらに静岡へ転じ、浜松・藤枝・沼津等、静岡県下の布教に多大の貢献を果たした。1902年（明治35年）3月21日、東京大司教区補佐司教に任命され、同年6月22日に司教に叙階された。1906年（明治39年）6月27日、オズーフの死去に伴い、東京大司教に就任し、聖堂の新設や出版物の刊行に力を注いだ。1909年（明治42年）9月に肺疾患で吐血し、療養のためフランスへ帰国したが、翌1910年（明治43年）5月27日、故郷のゲタリーにおいて死去した。